# 北条氏彦
- 北条 氏彦
- 北条 氏彥

北条 氏彦（ほうじょう うじよし）は、河内国狭山藩の第7代藩主。正室は小笠原長庸の娘・銀、側室は竹内氏の娘・歌。別名は氏実。

## 生涯
寛保2年（1742年）、第6代藩主・北条氏貞の長男として生まれる。母は大関増恒の娘・岩。幼名は亀太郎。
宝暦8年（1758年）6月19日、父の死去により家督を継ぐ。同年7月1日、将軍徳川家重に拝謁する。
同年12月18日、従五位下遠江守に叙任。同10年（1760年）6月6日、領地に行く許しを得る。
同11年（1761年）10月21日、河内国丹南郡3か村（多治井・野中・宮）を上地し、代わりに、同国丹北郡6か村（東我堂・西我堂・矢田部・南枯木・北枯木・芝）および大県郡3か村（大県・平野・神宮寺）を与えられた。
明和6年（1769年）4月27日（『狭山町史』）、または5月1日（『寛政重修諸家譜』）、死去。享年28。法号は琰光院殿鉄叟紹心大居士（『寛政重修諸家譜』では鐵叟紹心琰光院）。
同年6月26日、子・北条氏昉が跡を継いだ。

## 家中騒動（狭山騒動）
当時の狭山藩では政治腐敗や財政難などから、藩政改革が目指されていた。父・氏貞の時代にも一代家老として田中仙右衛門が登用されたが、その改革に反対する旧臣である小田原衆の圧迫を受けて辞任に追い込まれ、藩の主導権は保守的な小田原衆が握っていた。しかし、このような事態に不満を持った藩士の山上郷助や村上庄多夫らは、家老らを排除して藩政改革を目指そうとしていた。そして宝暦10年（1760年）8月11日、この2人は家老を殺害して藩政改革を行なおうとしたが、小田原衆の反撃を受けて山上は殺害され、村上は切腹に追い込まれた。しかし氏彦自身は19歳の若年のため、結局は何もすることができず、改革も遅々として進むことがなかった（狭山騒動）。